# Elettrodo a goccia di mercurio
L'elettrodo a goccia di mercurio, o DME (dall'inglese Dropping Mercury Electrode), raramente anche elettrodo a gocciolamento di mercurio, è un elettrodo di lavoro utilizzato in polarografia ed è costituito da un capillare dalla cui estremità gocciola mercurio in continuazione durante l'esperimento. Presentando una superficie continuamente rinnovata e perfettamente liscia, tale tipo di elettrodo produce una corrente che dipende solamente dalla tensione applicata e dalla concentrazione della soluzione, garantendo in questo modo elevata riproducibilità. Inoltre, data l'elevata sovratensione di sviluppo dell'idrogeno sul mercurio, risulta possibile scaricare anche i cationi dei metalli alcalini senza che si abbia sviluppo di idrogeno.
Occorre fare attenzione a non confondere l'elettrodo a goccia di mercurio con l'elettrodo a goccia pendente di mercurio (HDME), che invece è un elettrodo a goccia statica.